# Турнір претендентів 2020
Турнір претендентів 2020 (англ. Candidates Tournament 2020) — шаховий турнір, що проходив в Єкатеринбурзі (Росія) з 15 березня по 5 квітня 2020 року. Переможець турніру отримав право зіграти в матчі за звання чемпіона світу із шахів із чинним чемпіоном світу норвезьким гросмейстером Магнусом Карлсеном. За рішенням ФІДЕ від 26 березня 2020 року турнір було призупинено після першого кола у зв'язку з пандемією коронавірусу. Результати 7-ми зіграних турів залишаються дійсним, турнір був відновлений у тому ж складі, починаючи з 8-го туру.

## Регламент турніру

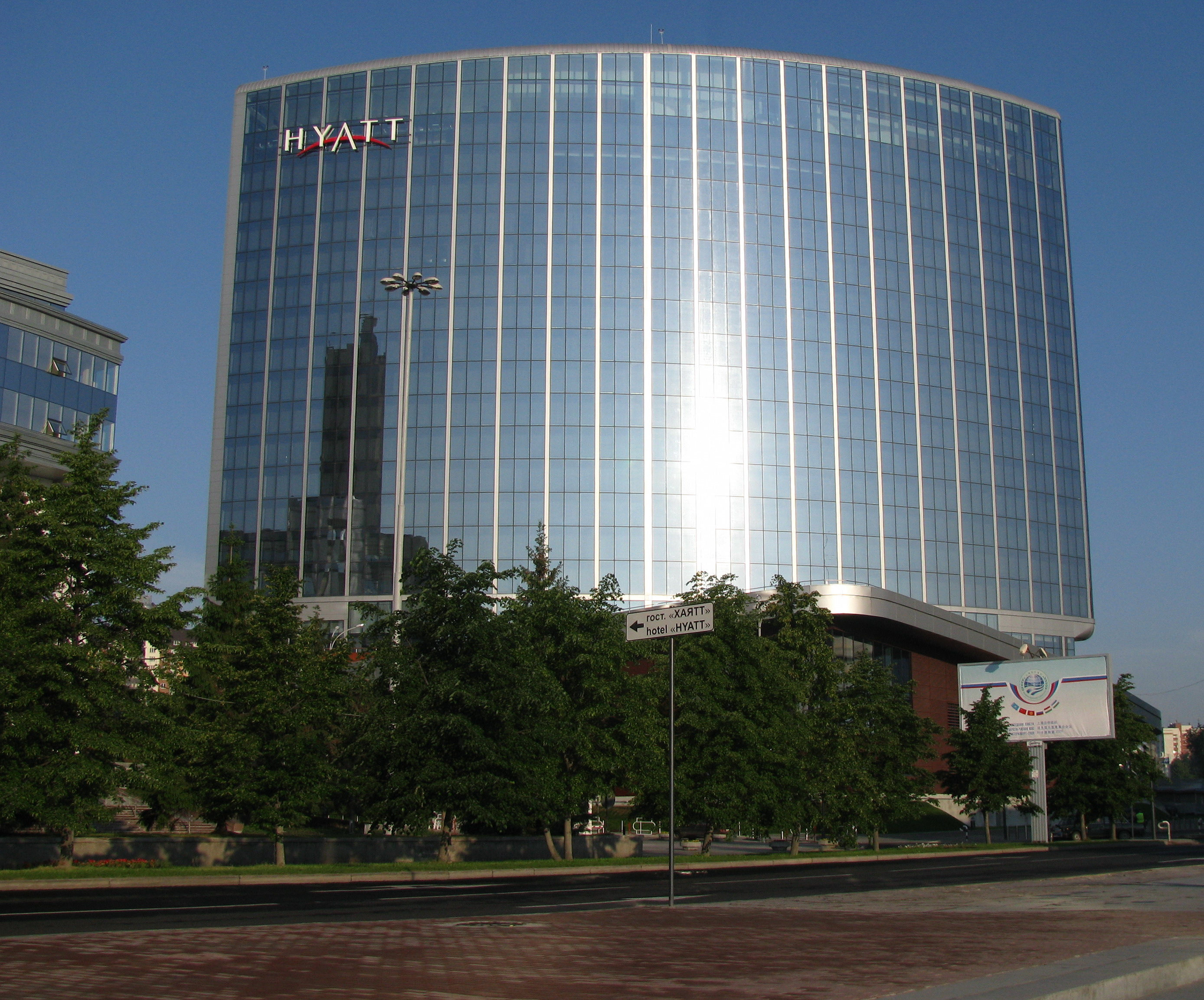
Готель «Hyatt Regency Ekaterinburg» — місце проведення турніру

Категорія турніру — XXI (середній рейтинг — 2773,5).

Турнір проводиться за двоколовою системою у 14 турів;

Кількість учасників турніру — 8;
- Місце проведення: Єкатеринбург (Росія), готель «Hyatt Regency Ekaterinburg», вулиця Бориса Єльцина, 8;
- Дата проведення: 15 березня — 5 квітня 2020 року;
- Контроль часу: 100 хвилин на перші 40 ходів, 50 хвилин на 20 наступних ходів і 15 хвилин до закінчення партії кожному учаснику з додаванням 30 секунд за кожен зроблений хід, починаючи з першого.
- Софийские правила: Суперники не можуть погоджуватися на нічию до 40-го ходу. Вимога нічиєї раніше 40-го ходу допускається лише через суддю при триразовому повторенні позиції;

### Критерії розподілу місць
Місця визначаються за кількістю набраних очок. У разі рівності очок у двох або більше учасників місця визначаються (у порядку пріоритетів) за такими додатковими показниками:
- 1. Результат особистої зустрічі;
- 2. Кількість виграних партій;
- 3. За системою коефіцієнтів Зоннеберга-Бергера;
- 4. Тайбрейк (тільки для визначення переможця)*

У разі рівності всіх трьох показників проводиться тайбрейк — 4 партії із контролем часу 25 хвилин з додаванням 10 секунд після кожного ходу, потім, якщо переможець не був виявлений — 3 пари партій із контролем 5 хвилин з додаванням 3 секунд після кожного ходу, і нарешті, при необхідності «армагеддон» — 5 хвилин білим, 4 хвилини чорним з додаванням 2 секунд після кожного ходу, починаючи з 61-го.

### Розклад змагань
- Відкриття турніру: 16 березня, 16:00 (UTC+2 — час Київський);
- Ігрові дні: 17-19, 21-23, 25-27, 29-31 березня, 2-3 квітня; Час початку партій 13:00 (UTC+2) (останнього туру — 12:00);
- Вихідні дні: 20, 24, 28 березня, 1 квітня;
- Тайбрейк і закриття турніру: 4 квітня, 18:30 (UTC+2);

## Учасники
Учасники турніру відбиралися за наступними критеріями:
| Спосіб кваліфікації | Шахіст                                               |
| --- | ---------------------------------------------------- |
| Віце-чемпіон світу 2018 року | Фабіано Каруана                                      |
| Переможець та фіналіст кубка світу ФІДЕ 2019 року | Теймур Раджабов (переможець). Відмовився             |
| Переможець та фіналіст кубка світу ФІДЕ 2019 року | Дін Ліжень (фіналіст)                                |
| Переможець турніру «Grand Swiss FIDE 2019» (який не кваліфікувався одним із перерахованих вище способів, а також окрім Карлсена).                       | Ван Хао (переможець)                                 |
| Шахісти, які посіли 1-ше та 2-ге місця за підсумками серії турнірів Гран-прі ФІДЕ 2019 (і які не кваліфікувалися одним із перерахованих вище способів). | Олександр Грищук (1 місце) · Ян Непомнящий (2 місце) |
| Найвищий середній рейтинг (який не кваліфікувався одним із перерахованих вище способів, а також окрім Карлсена).                                        | Аніш Гірі                                            |
| Найвищий середній рейтинг (який не кваліфікувався одним із перерахованих вище способів, а також окрім Карлсена).                                        | Максим Ваш'є-Лаграв (замість Раджабова)              |
| Вайлд-кард організаційного комітету за критеріями відповідності.                                                                                        | Кирило Алексеєнко (3 місце «Grand Swiss FIDE 2019»)  |

### Кваліфікація за рейтингом
У наступній таблиці показані рейтинги шахістів з найвищими середніми рейтингами за період з лютого по листопад 2019 року У нього входять перші 11 шахістів, окрім чемпіона світу Магнуса Карлсена, віце-чемпіона світу Фабіано Каруани та Дін Ліженя (фіналіст кубка світу з шахів). Переможцем кваліфікаційного шляху за середнім рейтингом став — Аніш Гірі. Також за середнім рейтингом кваліфікувався Максим Ваш'є-Лаграв, зайнявши місце Теймура Раджабова, який відмовився від участі в турнірі.
| Місце | Шахіст              | Лют  | Бер  | Кві  | Тра  | Чер  | Лип  | Сер  | Вер  | Жов  | Лис  | Гру  | Січ 2020 | Разом | Середній |
| ----- | ------------------- | ---- | ---- | ---- | ---- | ---- | ---- | ---- | ---- | ---- | ---- | ---- | -------- | ----- | -------- |
| 4     | Аніш Гірі           | 2797 | 2797 | 2797 | 2787 | 2779 | 2779 | 2779 | 2780 | 2780 | 2776 | 2769 | 2768     | 33388 | 2782.3   |
| 5     | Максим Ваш'є-Лаграв | 2780 | 2775 | 2773 | 2780 | 2779 | 2775 | 2778 | 2774 | 2774 | 2777 | 2780 | 2770     | 33315 | 2776.3   |
| 6     | Шахріяр Мамед'яров  | 2790 | 2790 | 2793 | 2781 | 2774 | 2765 | 2764 | 2767 | 2767 | 2772 | 2772 | 2770     | 33305 | 2775.4   |
| 9     | Вішванатан Ананд    | 2779 | 2779 | 2774 | 2774 | 2767 | 2764 | 2756 | 2765 | 2765 | 2757 | 2757 | 2758     | 33195 | 2766.3   |
| 10    | Левон Аронян        | 2767 | 2761 | 2763 | 2762 | 2752 | 2756 | 2765 | 2758 | 2758 | 2772 | 2775 | 2773     | 33162 | 2763.5   |
| 11    | Веслі Со            | 2765 | 2762 | 2762 | 2754 | 2754 | 2763 | 2776 | 2767 | 2767 | 2760 | 2760 | 2765     | 33155 | 2762.9   |

|  | Кваліфікувався на турнір претендентів за середнім рейтингом |

### Вайлд-кард
Коли стали відомі прізвища сімох учасників турніру претендентів, організатори визначали, кому дати вайлд-кард. Але відповідно до регламенту отримати це місце міг лише шахіст, який взяв участь у 2-х із 3-х турнірів кваліфікації (кубок світу ФІДЕ, турнір «Grand Swiss FIDE 2019», Гран-прі ФІДЕ), а також відповідати одній з таких умов:
- шахіст, який посів 3-тє місце на кубку світу ФІДЕ 2019 року — Максим Ваш'є-Лаграв;
- шахіст, який посів 2-ге місце на турнірі «Grand Swiss FIDE 2019», або це може бути гросмейстер, який посів третє місце (і навіть четверте). Враховуючи, що володар другого місця Фабіано Каруана кваліфікувався на турнір претендентів раніше, тоді береться до уваги 3-тє місце — Кирило Алексеєнко (Росія);
- шахіст, який посів 3-тє місце за підсумками серії турнірів Гран-прі ФІДЕ 2019 — Максим Ваш'є-Лаграв;
- шахіст, із Топ-10 середнього рейтингу ФІДЕ за період з лютого 2019 по січень 2020 року, див.претенденти (окрім Ананда, який узяв участь лише в одному з обов'язкових турнірів кваліфікації).

23 грудня 2019 року Андрій Філатов, президент Російської федерації шахів оголосив про надання «вайлд-кард» Кирилу Алексеєнку.

### Остаточний склад учасників турніру
| - Фабіано Каруана ( США, 2842) — 2 - Дін Ліжень ( КНР, 2805) — 3 - Олександр Грищук ( Росія, 2777) — 4 - Ян Непомнящий ( Росія, 2774) — 5 | - Максим Ваш'є-Лаграв ( Франція, 2767) — 8 - Аніш Гірі ( Нідерланди, 2763) — 11 - Ван Хао ( КНР, 2762) — 12 - Кирило Алексеєнко ( Росія, 2698) — 39 |

жирним  — місце в рейтингу ФІДЕ станом на березень 2020 року
|                 |            |                  |               |                     |           |         |                   |
| Фабіано Каруана | Дін Ліжень | Олександр Грищук | Ян Непомнящий | Максим Ваш'є-Лаграв | Аніш Гірі | Ван Хао | Кирило Алексеєнко |

## Рух за турами
| 1 тур 17.03.2020 року  | 1 тур 17.03.2020 року | 1 тур 17.03.2020 року | 1 тур 17.03.2020 року | 1 тур 17.03.2020 року |
| ---------------------- | --------------------- | --------------------- | --------------------- | --------------------- |
| Ваш'є-Лаграв           | 0                     | ½:½                   | 0                     | Каруана               |
| Ліжень                 | 0                     | 0:1                   | 0                     | Ван Хао               |
| Гірі                   | 0                     | 0:1                   | 0                     | Непомнящий            |
| Грищук                 | 0                     | ½:½                   | 0                     | Алексеєнко            |
| 4 тур 21.03.2020 року  |                       |                       |                       |                       |
| Каруана                | 1½                    | ½:½                   | 2                     | Непомнящий            |
| Ван Хао                | 2                     | ½:½                   | 1                     | Алексеєнко            |
| Ваш'є-Лаграв           | 2                     | ½:½                   | 1½                    | Грищук                |
| Ліжень                 | 1                     | ½:½                   | 1                     | Гірі                  |
| 7 тур 25.03.2020 року  |                       |                       |                       |                       |
| Каруана                | 3                     | ½:½                   | 3                     | Ван Хао               |
| Ваш'є-Лаграв           | 3½                    | 1:0                   | 4½                    | Непомнящий            |
| Ліжень                 | 2                     | ½:½                   | 2                     | Алексеєнко            |
| Гірі                   | 3                     | ½:½                   | 3                     | Грищук                |
| 10 тур 29.03.2020 року |                       |                       |                       |                       |
| Каруана                |                       | :                     |                       | Ліжень                |
| Ваш'є-Лаграв           |                       | :                     |                       | Гірі                  |
| Ван Хао                |                       | :                     |                       | Грищук                |
| Непомнящий             |                       | :                     |                       | Алексеєнко            |
| 13 тур 02.04.2020 року |                       |                       |                       |                       |
| Ван Хао                |                       | :                     |                       | Каруана               |
| Непомнящий             |                       | :                     |                       | Ваш'є-Лаграв          |
| Алексеєнко             |                       | :                     |                       | Ліжень                |
| Грищук                 |                       | :                     |                       | Гірі                  |

| 2 тур 18.03.2020 року  | 2 тур 18.03.2020 року | 2 тур 18.03.2020 року | 2 тур 18.03.2020 року | 2 тур 18.03.2020 року |
| ---------------------- | --------------------- | --------------------- | --------------------- | --------------------- |
| Каруана                | ½                     | 1:0                   | ½                     | Алексеєнко            |
| Непомнящий             | 1                     | ½:½                   | ½                     | Грищук                |
| Ван Хао                | 1                     | ½:½                   | 0                     | Гірі                  |
| Ваш'є-Лаграв           | ½                     | 1:0                   | 0                     | Ліжень                |
| 5 тур 22.03.2020 року  |                       |                       |                       |                       |
| Гірі                   | 1½                    | ½:½                   | 2                     | Каруана               |
| Грищук                 | 2                     | ½:½                   | 1½                    | Ліжень                |
| Алексеєнко             | 1½                    | ½:½                   | 2½                    | Ваш'є-Лаграв          |
| Непомнящий             | 2½                    | 1:0                   | 2½                    | Ван Хао               |
| 8 тур 26.03.2020 року  |                       |                       |                       |                       |
| Каруана                | 3½                    | :                     | 4½                    | Ваш'є-Лаграв          |
| Ван Хао                | 3½                    | :                     | 2½                    | Ліжень                |
| Непомнящий             | 4½                    | :                     | 3½                    | Гірі                  |
| Алексеєнко             | 2½                    | :                     | 3½                    | Грищук                |
| 11 тур 30.03.2020 року |                       |                       |                       |                       |
| Непомнящий             |                       | :                     |                       | Каруана               |
| Алексеєнко             |                       | :                     |                       | Ван Хао               |
| Грищук                 |                       | :                     |                       | Ваш'є-Лаграв          |
| Гірі                   |                       | :                     |                       | Ліжень                |
| 14 тур 03.04.2020 року |                       |                       |                       |                       |
| Каруна                 |                       | :                     |                       | Грищук                |
| Гірі                   |                       | :                     |                       | Алексеєнко            |
| Ліжень                 |                       | :                     |                       | Непомнящий            |
| Ваш'є-Лаграв           |                       | :                     |                       | Ван Хао               |

| 3 тур 19.03.2020 року  | 3 тур 19.03.2020 року | 3 тур 19.03.2020 року | 3 тур 19.03.2020 року | 3 тур 19.03.2020 року |
| ---------------------- | --------------------- | --------------------- | --------------------- | --------------------- |
| Ліжень                 | 0                     | 1:0                   | 1½                    | Каруана               |
| Гірі                   | ½                     | ½:½                   | 1½                    | Ваш'є-Лаграв          |
| Грищук                 | 1                     | ½:½                   | 1½                    | Ван Хао               |
| Алексеєнко             | ½                     | ½:½                   | 1½                    | Непомнящий            |
| 6 тур 23.03.2020 року  |                       |                       |                       |                       |
| Грищук                 | 2½                    | ½:½                   | 2½                    | Каруана               |
| Алексеєнко             | 2                     | 0:1                   | 2                     | Гірі                  |
| Непомнящий             | 3½                    | 1:0                   | 2                     | Ліжень                |
| Ван Хао                | 2½                    | ½:½                   | 3                     | Ваш'є-Лаграв          |
| 9 тур 27.03.2020 року  |                       |                       |                       |                       |
| Алексеєнко             |                       | :                     |                       | Каруана               |
| Грищук                 |                       | :                     |                       | Непомнящий            |
| Гірі                   |                       | :                     |                       | Ван Хао               |
| Ліжень                 |                       | :                     |                       | Ваш'є-Лаграв          |
| 12 тур 31.03.2020 року |                       |                       |                       |                       |
| Каруана                |                       | :                     |                       | Гірі                  |
| Ліжень                 |                       | :                     |                       | Грищук                |
| Ваш'є-Лаграв           |                       | :                     |                       | Алексеєнко            |
| Ван Хао                |                       | :                     |                       | Непомнящий            |
| Підсумковий результат  |                       |                       |                       |                       |
| 1                      |                       |                       |                       | 5                     |
| 2                      |                       |                       |                       | 6                     |
| 3                      |                       |                       |                       | 7                     |
| 4                      |                       |                       |                       | 8                     |

## Турнірна таблиця
| № | Учасник             | Країна     | Рейтинг | 1 | 1 | 2 | 2 | 3 | 3 | 4 | 4 | 5 | 5 | 6 | 6 | 7 | 7 | 8 | 8 |  | + | − | = | Очки | Місце |
| - | ------------------- | ---------- | ------- | - | - | - | - | - | - | - | - | - | - | - | - | - | - | - | - |  | - | - | - | ---- | ----- |
| 1 | Максим Ваш'є-Лаграв | Франція    | 2767    |   |   | 1 |   |   | ½ | ½ |   |   | ½ | 1 | ½ |   |   | ½ |   |  | 2 | 0 | 5 | 4½   | 1 — 2 |
| 2 | Дін Ліжень          | КНР        | 2805    | 0 |   |   |   |   | ½ | ½ |   |   | ½ | 0 |   |   | 0 |   | 1 |  | 1 | 3 | 3 | 2½   | 7 — 8 |
| 3 | Аніш Гірі           | Нідерланди | 2763    | ½ |   |   | ½ |   |   | ½ |   |   | 1 | 0 |   |   | ½ | ½ |   |  | 1 | 1 | 5 | 3½   | 3 — 6 |
| 4 | Олександр Грищук    | Росія      | 2777    | ½ |   |   | ½ | ½ |   |   |   |   | ½ | ½ |   |   | ½ |   | ½ |  | 0 | 0 | 7 | 3½   | 3 — 6 |
| 5 | Кирило Алексеєнко   | Росія      | 2698    | ½ |   |   | ½ | 0 |   |   | ½ |   |   | ½ |   |   | ½ |   | 0 |  | 0 | 2 | 5 | 2½   | 7 — 8 |
| 6 | Ян Непомнящий       | Росія      | 2774    | 0 |   |   | 1 | 1 |   |   | ½ | ½ |   |   |   |   | 1 | ½ |   |  | 3 | 1 | 3 | 4½   | 1 — 2 |
| 7 | Ван Хао             | КНР        | 2762    | ½ |   |   | 1 | ½ |   |   | ½ | ½ |   |   | 0 |   |   |   | ½ |  | 1 | 1 | 5 | 3½   | 3 — 6 |
| 8 | Фабіано Каруана     | США        | 2842    | ½ |   | 0 |   | ½ |   | ½ |   |   | 1 |   | ½ |   | ½ |   |   |  | 1 | 1 | 5 | 3½   | 3 — 6 |